# 거열

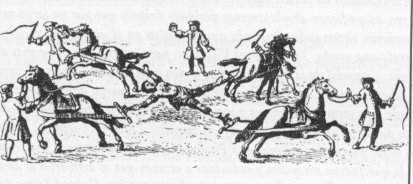
투팍 아마루 2세의 거열

거열(車裂) 또는 환열(轘裂), 오우분시(五牛分屍) 또는 오마분시(五馬分屍)는 죄인의 사지와 머리를 말이나 소에 묶고 각 방향으로 달리게 하여 사지를 찢는 형벌이다. 흔히 난도질로 행을 집행하는 능지처참과 혼동된다. 이 형벌 역시 능지처참과 같이 고대 중국에서부터 내려온 형벌이며, 한국에서도 역시 대역죄인에게 집행되었다. 그런데 거열이나 능지나 사형수의 신체를 조각내어 죽인다는 공통점이 있기 때문에 종종 거열과 능지를 혼동할 수 있다. 하지만 방법은 차이가 있는데 거열은 사지를 소나 말에 묶고 달리는 방법으로 신체를 찢어죽이지만 능지는 사형수의 신체를 작은 조각으로 하나하나 잘라내는 방법으로 죽이는 차이가 있다.

## 논란
2007년 5월에는 특전사 기무부대를 이천시로 이전하는 것에 대한 반대 시위에서 돼지를 거열하는 퍼포먼스가 벌어져 많은 논란이 있었다. 이 사건을 두고도 돼지를 능지처참하였다는 보도가 나올 정도로 한국에서는 거열을 능지처참으로 착각하는 경우가 많다.

## 같이 보기
- 능지처참